# Acadèmia Central de la Defensa
L'Acadèmia Central de la Defensa (ACD), és el centre docent militar responsable de la formació dels cossos comuns de les Forces Armades i de la supervisió de l'ensenyament militar de llengües estrangeres a Espanya. La seva seu es troba en un complex que Ministeri de Defensa posseeix en el districte de Carabanchel (Madrid).
En l'Acadèmia Central de la Defensa s'han reunit les escoles de formació dels cossos comuns de les Forces Armades (Jurídic, Intervenció, Sanitat i Músiques Militars) juntament amb els centres de formació del professorat militar i de la docència militar d'idiomes. Es creació respon a l'establert en disposició addicional tercera del Reial decret 524/2014, de 20 de juny, que va modificar anterior de 2012, que va establir l'estructura orgànica bàsica del Ministeri de Defensa. És regulada per la Ordre del Ministeri de Defensa 1846/2015, de 9 de setembre. La ACD depèn de la Direcció general de Reclutament i Ensenyament Militar del Ministeri de Defensa. Al capdavant de la mateixa es troba un director amb rang d'oficial general que alhora és el Subdirector General d'Ensenyament Militar.

## Funcions
L'Acadèmia Central de la Defensa, successora del Grup d'Escoles de la Defensa, té atribuïdes les següents funcions:
- L'ensenyament de formació dels cossos comuns de les Forces Armades Espanyoles.
- Els ensenyaments de perfeccionament dels cossos comuns esmentats i aquelles altres que afectin a la qualificació pedagògica, l'avaluació del sistema d'ensenyament militar i de llengües estrangeres.
- L'avaluació de la competència lingüística en els idiomes estrangers considerats d'interès per a les Forces Armades Espanyoles.

L'ACD fa possible una administració conjunta i un control coordinat dels recursos destinats a les escoles integrades en el seu si. També s'ocupa d'enquadrar al conjunt dels alumnes dels cossos comuns de les FAS facilitant-los una residència, bugaderia, menjador amb cuines, cafeteria, instal·lacions esportives, una biblioteca i una capella.

## Estructura
L'Acadèmia Central de la Defensa posseeix la següent estructura:
- Direcció
- Subdirecció
- Escola Militar de Sanitat (EMISAN).
- Escola Militar d'Estudis Jurídics (EMEJ).
- Escola Militar d'Intervenció (EMI).
- Escola de Músiques Militars (EMUM).
- Escola Militar de Ciències de l'Educació (EMCE).
- Escola Militar d'Idiomes (EMID).
- Centro Universitari de la Defensa de Madrid (CUD Madrid).
- Departament Intercentres d'Instrucció i Ensinistrament.
- Unitat de Serveis de Suport.
- Servei d'Administració Econòmica.

Per al desenvolupament de les seves activitats, l'Acadèmia Central de la Defensa s'ha organitzat en set departaments: Escola Militar d'Estudis Jurídics, Escola Militar d'Intervenció, Escola Militar de Sanitat, Escola de Músiques Militars, Escola Militar d'Idiomes, Escola Militar de Ciències de l'Educació i el d'Instrucció i Ensinistrament.